# Élections constituantes de 1946 dans le Gard
Les élections constituantes françaises de 1946 dans le Gard se tiennent le 2 juin. Ce sont les deuxièmes élections constituantes, après le rejet du projet de Constitution française du 19 avril 1946 lors du référendum du 5 mai.

## Mode de scrutin
L'assemblée constituante est composée de 586 sièges pourvus au scrutin proportionnel plurinominal suivant la règle de la plus forte moyenne dans chaque département, sans panachage ni vote préférentiel.
Dans le département du Gard, cinq députés sont à élire.

## Élus
| Député sortant   | Parti | Parti | Député élu ou réélu | Parti | Parti |
| ---------------- | ----- | ----- | ------------------- | ----- | ----- |
| Gabriel Roucaute |       | PCF   | Gabriel Roucaute    |       | PCF   |
| Gilberte Roca    |       | PCF   | Gilberte Roca       |       | PCF   |
| Georges Bruguier |       | SFIO  | Georges Bruguier    |       | SFIO  |
| Paul Béchard     |       | SFIO  | Henriette Bosquier  |       | MRP   |
| Édouard Thibault |       | MRP   | Édouard Thibault    |       | MRP   |

## Résultats

### Résultats à l'échelle du département
| Parti    | Parti                                          | Tête de liste         | Résultats | Résultats | Sièges |  |
| Parti    | Parti                                          | Tête de liste         | Voix      | %         |        |  |
| -------- | ---------------------------------------------- | --------------------- | --------- | --------- | ------ |  |
|          | Parti communiste français                      | Gabriel Roucaute      | 63 990    | 34,17     | 2      |  |
|          | Mouvement républicain populaire                | Édouard Thibault      | 57 440    | 30,67     | 2 1    |  |
|          | Section française de l'Internationale ouvrière | Georges Bruguier      | 45 989    | 24,56     | 1 1    |  |
|          | Rassemblement des gauches républicaines        | Don Sauveur Paganelli | 19 849    | 10,07     | -      |  |
|          |                                                |                       |           |           |        |  |
| Inscrits | Inscrits                                       | Inscrits              | 230 656   | 100,00    | 5      |  |
| Votants  | Votants                                        | Votants               | 189 841   | 82,31     |        |  |
| Exprimés | Exprimés                                       | Exprimés              | 187 250   | 98,64     |        |  |